# Max Irlinger
Max Irlinger (* 17. Februar 1913; † 5. April 1969) war ein deutscher Jurist und Kommunalpolitiker.

## Werdegang
Irlinger schloss sein Studium der Rechtswissenschaften 1939 an der Universität Innsbruck mit Promotion ab und arbeitete anschließend als Regierungsrat am Landratsamt Starnberg. Nach dem Tod von Albert Hastreiter wurde er am 20. Juni 1942 als Landrat des Landkreises Starnberg eingesetzt. Am 15. Januar 1943 wurde er durch Theobald Graf Khuen abgelöst und am 22. November 1944 erneut zum Landrat ernannt. Am 27. April 1945 erwirkte er mit seinem Aufruf an die Bürgermeister und Gendarmerieposten, auf Widerstand gegen die heranrückenden US-Truppen zu verzichten, die kampflose Übergabe des Landkreises. Daraufhin wurde er von SS-Leuten verhaftet.
1948 wählte der Starnberger Kreistag den parteilosen Irlinger erneut zum Landrat. Er blieb weitere 21 Jahre bis zu seinem Tod im Amt. Während seiner Amtszeit wurde der Zweckverband für den sozialen Wohnungsbau und der Planungsverband Äußerer Wirtschaftsraum München gegründet. Das Kreiskrankenhauses in Starnberg wurde neu errichtet und der Bau der Ringkanalisation um den Starnberger See mit der zentralen Kläranlage in Starnberg begonnen. Im „Neuen Schloss“ Garatshausen, das der Landkreis 1951 erworben hatte, wurde das Kreisaltenheim eingerichtet.
Nach Max Irlinger ist das Jugendbergheim des Landkreises Starnberg in Unterammergau benannt.